# Prša
Prša (em húngaro: Perse) é um município da Eslováquia, situado no distrito de Lučenec, na região de Banská Bystrica. Tem 3,48 km² de área e sua população em 2018 foi estimada em 222 habitantes.

## Demografia
| Ano:        | 1994 | 2004   | 2014   | 2024    |
| ----------- | ---- | ------ | ------ | ------- |
| Broj ljudi: | 207  | 188    | 204    | 182     |
| Razlika:    |      | -9,17% | +8,51% | -10,78% |

| Ano:               | 2023 | 2024   |
| ------------------ | ---- | ------ |
| Número de pessoas: | 188  | 182    |
| Diferença:         |      | -3,19% |